# Bawonahono
Bawonahono is een bestuurslaag in het regentschap Nias Selatan van de provincie Noord-Sumatra, Indonesië. Bawonahono telt 1550 inwoners (volkstelling 2010).